# Parafia św. Józefa Rzemieślnika w Stasikówce
Parafia świętego Józefa Rzemieślnika w Stasikówce – parafia rzymskokatolicka, znajdująca się w archidiecezji krakowskiej, w dekanacie Biały Dunajec.
Została wyłączona z parafii w Poroninie i erygowana 20 listopada 2013 roku jako Rektorat pw. św. Józefa Rzemieślnika. Kościół wzniesiono w latach 1988–1992 dzięki pomocy finansowej Józefa Pawlikowskiego Bulcyka, ofiarności mieszkańców Stasikówki oraz amerykańskiej Polonii. Świątynia została poświęcona przez kard. Franciszka Macharskiego 29 sierpnia 1992 roku.

## Proboszczowie
- ks. dr Zbigniew Syczik (2013–2020)
- ks. mgr Stanisław Holla (od 2020)